# Kolonna (vattendrag)
Kolonna är ett vattendrag i Belarus. Det ligger i den västra delen av landet, 270 km väster om huvudstaden Minsk.
I omgivningarna runt Kolonna växer i huvudsak blandskog. Runt Kolonna är det glesbefolkat, med 12 invånare per kvadratkilometer.